# Cocoru, Vâlcea
Cocoru este un sat în comuna Galicea din județul Vâlcea, Muntenia, România.
Așezarea a fost atestată pentru prima dată în data de 30 iunie 1477.